# Circuito da Guia
O Circuito da Guia é um circuito de rua localizado em Macau. Criada em 1954, é nesta pista que decorre o Grande Prémio de Macau, um evento de automobilismo e motociclismo.
Em 2017, durante a etapa de Macau da Taça do Mundo FIA GT, este circuito foi palco de mais um daqueles acidentes inacreditáveis, com 12 carros envolvidos. Tudo começou com a rodada de Daniel Juncadella, que acertou o muro com seu Mercedes. Laurens Vanthoor não conseguiu evitar o choque e a encrenca começou. O brasileiro Lucas di Grassi foi atingido por trás, e viu seu carro ficar no alto. Além eles, se envolveram no acidente Fabian Plentz, Felix Rosenqvist, Marco Wittmann, Markus Pommer, Mirko Bortolotti, Nico Müller, Renge Van der Zande, Romain Dumas e Tom Blomqvist.

## Descrição da pista

Layout do Circuito da Guia.

O Circuito da Guia é dividido em 19 curvas, sendo que as principais são a do Hotel Lisboa e a Melco, a mais estreita delas.
- Reta dos boxes: é a reta principal do circuito, que na verdade é uma sequência de três retas, separadas pelas curvas R, Hotel Mandarim e Hotel Lisboa. Também é o trecho mais largo da pista, chegando a 14 metros na segunda reta.
- Curva do Hotel Mandarim: curva que antecede a Hotel Lisboa.
- Curva do Hotel Lisboa: curva de 90º feita em velocidade razoavelmente alta, é considerada o trecho final da reta dos boxes. É o ponto onde acontecem frequentes acidentes, principalmente na largada.
- Subida da São Francisco: curva mais aberta e mais veloz que a Hotel Lisboa, sua marca registrada é uma barreira de pneus situada em seu ponto de tangência que ocasiona diversos acidentes, como em 1996 e 2004.
- Melco: curva mais estreita do circuito, a Melco é considerada a "Loews de Macau" por sua estreita largura de sete metros, feita apenas em primeira marcha, e onde um toque com o guard-rail é inevitável.
- Curvas da Maternidade, Solidão e Dona Maria: curvas que antecedem a curva Melco.
- Reta dos Pescadores: reta que antecede a curva R e, consequentemente, a reta dos boxes.
- Curva R: última curva do circuito, é o ponto inicial da reta dos boxes.

## Mortes
- Em 2012, o circuito foi palco da morte do piloto de moto português Luís Carreira. Ele sofreu um acidente durante o treino classificatório para a prova de motovelocidade e não resistiu aos ferimentos, mesmo após um intenso trabalho de reanimação cardiopulmonar.[2]
- Em 2017, novamente o circuito foi palco da morte de um piloto de moto. Na sexta volta da corrida de motociclismo, o britânico Daniel Hegarty sofreu um grave acidente e teve capacete e moto destruídos ao chocar-se contra as barreiras de proteção da chamada curva do pescador. O piloto de 31 anos foi levado a um hospital local, mas não resistiu à gravidade das lesões.[3]